# Пилип Орлик
Пили́п О́рлик (лат. Philippus Orlik, рос. дореф. Филиппъ Орликъ; 11 (21) жовтня 1672, Косута — 24 травня 1742, Ясси) — український політичний, державний і військовий діяч, Генеральний писар (1702—1709), гетьман Війська Запорозького у вигнанні (1710—1742), поет, публіцист. Представник шляхетського роду Орликів (чеського походження), які користалися гербом «Новина». Один з упорядників «Договорів і постанов» — конституційного акту, який є першою українською Конституцією, фактично — козацьким суспільним договором.

## Життєпис
Народився у Косуті (Ошмянський повіт, Віленське воєводство, нині Вілейський район, Мінська область, Білорусь) в сім'ї родовитої шляхти чеського походження — Орликів. Батько Степан Орлик служив у війську монарха Речі Посполитої, загинув на 51-у році життя під час польсько-османської війни у битві під Хотином в грудні 1673 року. Мати Ірина Орлик походила з роду Малаховських, тому охрестила сина за православним обрядом (батько же був католиком).
Освіту здобув у єзуїтському колегіумі у Вільні, а також у Києво-Могилянській колегії, яку закінчив у 1694 році. Виявив особливий хист до філософії і богословських наук, історії, поетики, риторики і логіки, добре володів, крім української, польською, латиною, німецькою, шведською, церковнослов'янською та іншими мовами.

## Прибічник Мазепи та обрання на гетьманство
Протягом 1698—1700 років служив консисторським писарем у канцелярії київського митрополита, потім у Полтавському полку, а згодом старшим військовим канцеляристом і реєнтом ГВК Війська Запорозького.
З 1702 (за іншими джерелами — з 1706) року — Генеральний писар і довірена особа Івана Мазепи. У 1708 році взяв участь у виступі гетьмана Мазепи проти Петра I.
27 червня 1709 року (після Полтавської битви) емігрував до Османської імперії.
За Іваном Мазепою до Бендер пішли близько 50 провідних представників старшини, майже 500 козаків із Гетьманщини та понад 4 тисячі запорожців. Ці «мазепинці», як їх часом називають історики, були першою українською політичною еміграцією. Вони і обрали 5 квітня 1710 року Пилипа Орлика гетьманом України (у вигнанні). Обрання відбулося в присутності запорожців, генеральної старшини, козацтва, а також османського султана і шведського короля.
Крім Орлика кандидатами на гетьманську булаву були Андрій Войнаровський (близький родич Мазепи) та Дмитро Горленко (прилуцький полковник). Втім Войнаровський відмовився від булави. Шведський король Карл XII спочатку прихильніше ставився до родича Мазепи Андрія Войнаровського, але потім підтримав Пилипа Орлика, зважаючи на його освіту, приємність і гнучкість у спілкуванні.

## Уявлення про державу
Основними пріоритетами зовнішньої політики Пилип Орлик уважав: необхідність шведської протекції з гарантією незалежності й територіальної цілісності України, встановлення міцного миру та військового союзу з Кримським ханством.
Законодавчу владу мав представляти парламент — Генеральна Рада, що складалася б з генеральної старшини, полковників, генеральних радників (делегатів від козацьких полків), полкової старшини, сотників та представників від Запорозької Січі. Передбачалося, що Генеральна Рада збиратиметься тричі на рік — у січні (на Різдво Христове), квітні (на Великдень) та жовтні (на Покрову). Між сесіями парламенту його повноваження виконував гетьман разом з Радою генеральної старшини. Вони уособлювали найвищу виконавчу владу. Щодо місцевої адміністрації, то вона була представлена виборними цивільними полковниками та полковою старшиною, сотниками, сотенною старшиною.
Орлик оперував двома категоріями держави: «панство» і «народ». «Панство» — це суверенна держава на чолі з монархом. «Народ» — населення певного політично окресленого територіального суб'єкта під владою монарха. Відповідно прогнозувалися правові стосунки двох типів: перший — «підданство», що виникає при завоюванні. Другий — «протекція», що виникає при добровільному входженні народу під владу монарха. Стосовно цього, Орлик уводить поняття «вільний народ» — населення певної території, що має права на самоврядування, договірні відносини з монархом та самовизначення у сенсі зміни монарха при невиконанні ним зобов'язань. При цьому суттєво обмежується політична роль монарха — його фактично виведено з політичної системи, він є лише гарантом її незмінності, а не чинником її регулювання.

## Конституція Пилипа Орлика

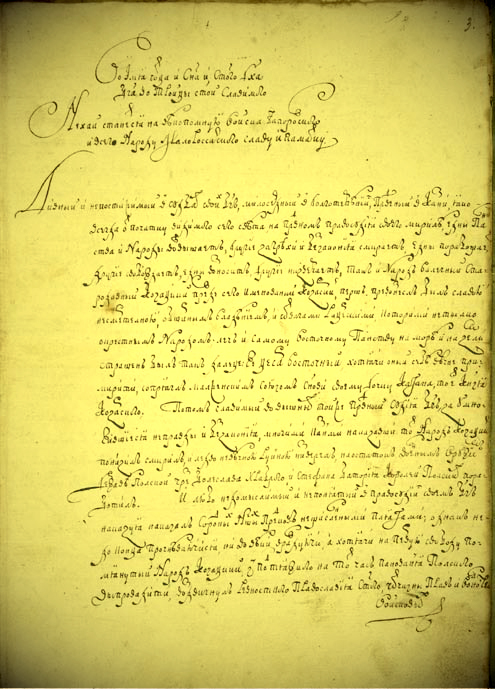
Перша сторінка Конституції Пилипа Орлика (оригінал, створений у Бендерах у квітні 1710 р. староукраїнською мовою, РДАДА, ф.124, оп.2, спр.12, арк.3.)

Згідно традиції обрання гетьмана 5 (16) квітня 1710 року Пилип Орлик уклав зі старшиною та запорожцями угоду, «Договори і Постановлення Прав і вольностей Війська Запорозького» — документ, який пізніше дістав назви Конституція Пилипа Орлика , «Бендерська конституція», українська конституція 1710 року. Нею він зобов'язався обмежити гетьманські прерогативи, зменшити соціальну експлуатацію, зберегти особливий статус запорожців і боротися за політичне й церковне відокремлення України від Московії у випадку, якщо він здобуде владу в Україні. Відмінністю «Договорів та постанов» від 5 квітня 1710 року від попередніх договорів гетьманів з московськими царями полягала у тому, що цей політико-правовий документ приймався для всіх наступних українських правителів та був передусім між українськими гілками влади (хоча шведський король виступав протектором України).
Створення цих документів вважається значною заслугою Пилипа Орлика в історії України.
Московія намагалася переконати увесь світ в тому, що України як держави ніколи не існувало. Проте ще у 1710 році, гетьман у вигнанні Пилип Орлик описав у своєму творінні першу в Європі теоретичну модель вільної України та незалежного козацтва. Це документ, «Конституція Пилипа Орлика», в якій було описано поняття "вільного народу козацтва ", основи вибору до влади та правосуддя, різні соціальні засади.

## Визвольні змагання

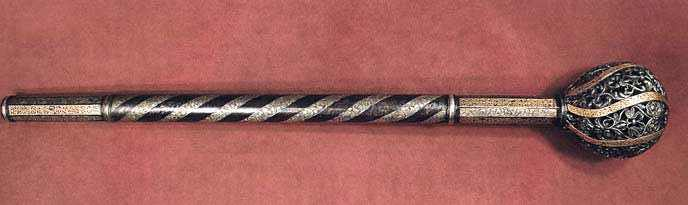
Булава гетьмана Пилипа Орлика, XVIII ст. (Публічна бібліотека м. Лінчепінг, Швеція)

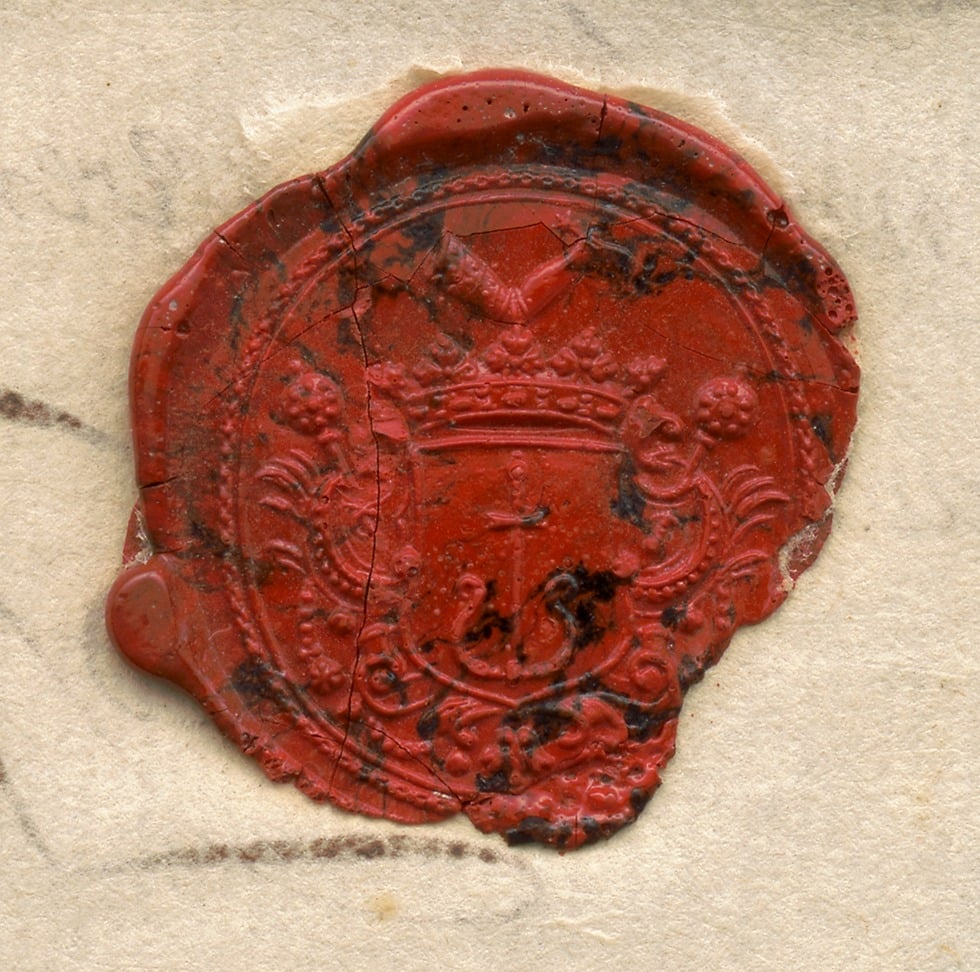
Особиста печатка з гербом «Новина» гетьмана Пилипа Орлика (Державний архів Швеції)

За підтримки Карла XII Пилип Орлик вступив у союз із кримськими татарами та Османською імперією, і 8 листопада 1710-го року остання, підтримуючи гетьмана Орлика, оголосила війну Московії.
На початку 1711 року Пилип Орлик уклав з Кримським ханатом Кайрський договір про оборонно-наступальний військовий союз і розпочав спільний похід запорожців, буджацьких татар, шведів і поляків (під командуванням Юзефа Потоцького — прихильника Станіслава I Лещинського) проти московитів в Україні. Шведський король брав на себе зобов'язання вести війну доти, поки Україна не буде визволена від московського панування, а османи і татари обіцяли свою допомогу у цій боротьбі.
Пилип Орлик добре підготувався до походу, в який 12 лютого вирушив з Бендер, перейшовши кордон поблизу Рашкова. Він розсилав листи-універсали в яких закликав до повстання народу проти влади московського царя. Населення підтримало Орлика і один за одним міста Правобережжя переходили під владу гетьмана. На початку лютого (за ст. ст.) 1711 р. козацькі війська на чолі з гетьманом вже розташовувалися біля Немирова. Пилип Орлик також надіслав листа із закликом до боротьби гетьману Лівобережжя Івану Скоропадському, що дуже налякало московський уряд і Петра І.
Проти полків Пилипа Орлика виступило військо під командуванням генерального осавула Григорія Бутовича, яке було розбите в бою під Лисянкою. Гетьмана підтримав повсталий український народ.
У березні 1711 року об'єднані війська під командуванням Пилипа Орлика підійшли до добре укріпленої Білої Церкви, де перебував московський гарнізон. Розпочалася облога міста, але жоден із штурмів не був успішним, бо гарнізон мав достатню кількість боєприпасів і сильну артилерію.

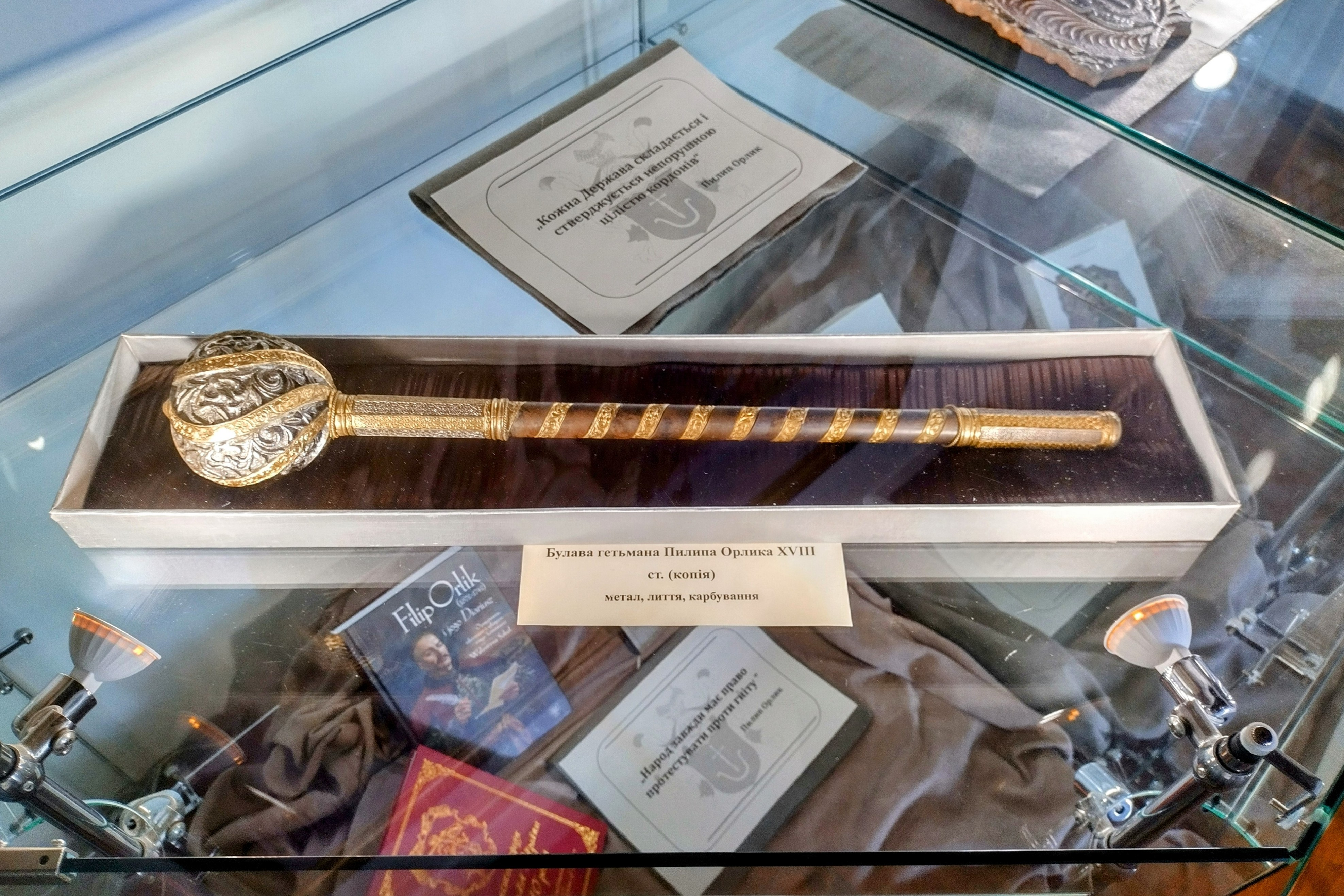
Булава гетьмана Пилипа Орлика XVIII ст. копія (Хотинська фортеця)

Через брак провіанту, наближення весняної повені та підхід нових московських загонів, татарські війська зрадили гетьмана, та почали тікати на південь, беручи дорогою великий ясир. Правобережні козаки, що раніше приєдналися до Орлика, довідавшись про звірства татар, кинулись рятувати свої родини. Таким чином з 16-ти тисяч українського війська в Пилипа Орлика залишилося лише 3 тисячі, з якими гетьман вимушений був відійти до Бендер.
Через військову невдачу та дії татарських союзників гетьман втратив підтримку українського населення.

## Після поразки
Протягом наступних років Орлик із невеликою групою прибічників шукав підтримки своєї справи у різних європейських володарів.
У 1709—1714 роках перебував у Бендерах.
У наслідку Прутського миру, 5 березня 1712 року султан надіслав свій фірман, за яким на Правобережну Україну й Запорозьку Січ поширювалася влада Орлика. У квітні 1712 року Османська імперія підписала договір з Московією: Лівобережжя з Києвом та його передмістям лишалося за Московською державою. Ратифікація Прутського договору в такому вигляді стала тяжким ударом для Орлика та його сподвижників. Адже Україна залишалася розділеною, над Лівобережжям продовжувала панувати Москва. Влада ж Орлика над Правобережною Україною, отримана за султанським фірманом, через непоступливість Речі Посполитої була надто примарною: вже через два роки, у квітні 1714 року, Османська імперія та Річ Посполита уклали договір, за яким Правобережна Україна залишалася за Річчю Посполитою.
З 1714 року Орлик із частиною старшини скористався запрошенням Карла XII і жив до 1720 року у Шведській імперії. Після підписання шведсько-московського миру виїхав із Швеції й вимушено змінив по черзі Німеччину, Австрію, Річ Посполиту. 1722 року, коли Орлик прямував до запорозьких козаків в Олешківську Січ, його затримала османська влада в Хотині й до 1738 року інтернувала у Салоніках.
Проте він не припиняв пошуки підтримки у різних європейських державах (Франції, Великої Британії, Речі Посполитій, Ватикану, Саксонії, Пруссії та інших), неодноразово порушував питання про допомогу в справі відновлення української державності, продовжував бомбардувати французьких, польських, шведських і османських політичних діячів маніфестами про недолю України та разом із сином Григором планувати кроки, спрямовані на звільнення вітчизни від московського ярма.
Надалі жив у Хотині, Серезі, по тому — в Чернівцях, Каушанах і Бухаресті. Згодом переїхав до Ясс, де й помер 24 травня 1742 року.

## Сім'я
Дружина Ганна Герцик (нар. 29 липня 1683) якийсь час проживала у Станиславові, майже на 15 років пережила чоловіка. Контактувати з чоловіком їй допомагав ректор місцевої колегії єзуїтів ксьондз Томаш Заленський. Діти:
- Анастасія (1699—1728)
- Григір (1702, Батурин — 1759)
- Михайло (1704—)
- Варвара (1707—)
- Яків (1711, Бендери — 1721)
- Марта (1713—)
- Марина (1715—)
- Катерина (1718, померла рано).[11]

## Польські джерела про Пилипа Орлика
Джерело: Ян із Токар Токаржевський Карашевич. Передмова до видання: Діярій гетьмана Пилипа Орлика. Опрацював до друку Ян із Токар Токаржевський Карашевич, Видання присвячується світлій пам'яті незабутнього в історії України першого маршала Польщі Юзефа Пілсудського, Варшава 1936, с. IX-Х.
Пилип Орлик (1672—1742) — гербу «Новина» народився у Білорусі 1672 року, учився в київській Могилянській Академії, служив спершу в Києві, опісля в полтавському полку, врешті в генеральній канцелярії. У 1698 році одружився з Ганною Герциківною. У 1706 році при безперечній підтримці гетьмана Івана Мазепи Пилип Орлик досягає однієї з найвищих посад, стає генеральним писарем Війська Запорозького. 15 квітня 1710 року у Бендерах обраний генеральною старшиною та запорожцями гетьманом на місце померлого Івана Мазепи.
Коріння Пилипа Орлика — це чеський баронський рід, одна із гілок котрого у XV столітті (під час гусистських війн) перебралася до Королівства Польського, а згодом осіла в Західній Білорусі. Саме в Західній Білорусі в селі Косуті поблизу Ошмян 21 жовтня 1672 року народився Пилип Орлик, котрому судилося стати наступником Мазепи, гетьманом України і — першим політичним емігрантом в українській історії.
Батько Пилипа Орлика — шляхтич-католик Степан Орлик — у 1673 році загинув у бою з османами під Хотином, коли синові не було й року. Мати — Ірина Малаховська — охрестила Пилипа Орлика в православному віросповіданні. І хоча він розпочав навчання в єзуїтській академії Вільно, але для завершення освіти переїздить до православної Києво-Могилянської академії, де його вчителем був професор філософії, майбутній місцеблюститель патріаршого престолу — Стефан Яворський. Саме за рекомендацією Стефана Яворського молодий Орлик у 1693 році обійняв посаду секретаря канцелярії київського митрополита, а через короткий час був запрошений до гетьманської канцелярії в Батурин.
У 1711 та 1712 роках двічі пробував збройною боротьбою здійснити свої права на рідній землі. В 1714 році був з Карлом XII у Молдовському князівстві, а потім разом із ним переїхав до Шведської імперії, де перебував аж до 1720 року. У 1720 році через Німеччину, Чехію, Шлезьк прибув до Речі Посполитої, де пробув до березня 1722 року. З Речі Посполитої виїхав до Османської імперії, де затримався якийсь час у Хотині над Дністром, потім у Серезі, врешті в Салоніках, проживши тут до 1738 року. Побувавши якийсь час у Чернівцях, потім у Каушанах та в Букарешті, переїхав гетьман до Ясс, де й помер у 1742 році.

## Спадщина

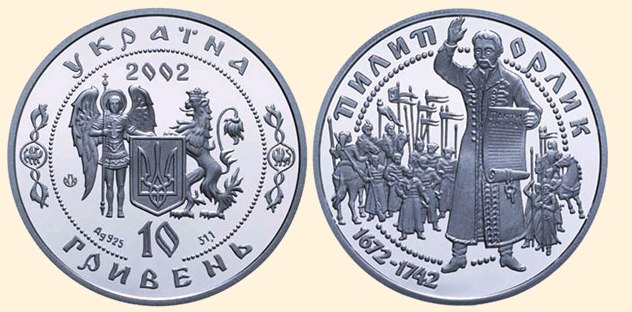
Монета 10 гривень з зображенням Пилипа Орлика

Пилип Орлик залишив після себе багато листів і великий рукописний «Діаріуш подорожній» («Щоденник», 1720—1733, частково його видали 1938 року, здійснено гарвардське видання «The Diariusz podrozny of Pylyp Orlyk», факсимільне видання «Темпори» у 2013 році). Орлик писав його польською мовою зі вставками окремих слів, виразів і речень латинською мовою.
Видав поетичні книжки: «Прогностик щасливий», приурочений полковнику Данилу Апостолу (1693), «Алкід Руський», присвячений Івану Мазепі (1695), та на честь полковника Івана Обидовського «Гіппомен сарматський» (1698).
Писав польською мовою, частина його листів писана латинською, шведською, французькою мовами.
Пилипу Орлику приписують авторство трактату «Вивід прав України» (маніфест до європейських монархів, 1712) (за твердженням Ілька Борщака, трактат він знайшов у замку Дентевіль і опублікував 1925 року у Парижі). Українські історики: Борис Крупницький, Микола Андрусяк і Орест Субтельний у тій чи іншій мірі висловлювали сумнів у його автентичності. Оригінальний рукопис трактату після Борщака не змогли відшукати ані в архіві Дентевілю, ані в інших французьких архівах. Не згадують про нього в жодному з тогочасних джерел і в жодному іншому творі Орлика.
У лютому 2022 Франція повідомила, що передасть Україні оригінал щоденника Орлика. Він буде виставлений на експозиції в Національному музеї «Гетьманська столиця» в Батурині (Чернігівська область). Щоденник зберігається в архіві Міністерства Європи та закордонних справ Франції. Міністри закордонних справ домовилися організувати експозицію «Діаріуша».

## Вшанування пам'яті
На його честь назвали вулицю на Липках, у привілейованому районі центральної частини Києва, на якій знаходиться Верховний Суд України. У шведському місті Крістіанстад на будинку, де проживав Пилип Орлик, встановили пам'ятну дошку на його честь.
У червні 2011 року до 15-ї річниці Конституції України та у рамках заходів із відзначення 295-ї та підготовки до відзначення 300-ї річниці прийняття Конституції Пилипа Орлика йому відкрили пам'ятник (скульптор Анатолій Кущ, архітектор О. К. Стукалов), що знаходиться у сквері на перетині вулиць Липської та Пилипа Орлика у Києві.
У селі Косута Вілейського району Мінської області встановили пам'ятний знак на честь Пилипа Орлика. Його ім'ям назвали одну з вулиць Вілейки.
У Вілейському районі в селі Косута щорічно в день Петра і Павла проводять свято, де шанують пам'ять Орлика.
29 червня 2011 року у Крістіанстаді відбулося урочисте відкриття пам'ятника та меморіальної дошки українському гетьману Пилипу Орлику. Відкриття приурочили до 300-ї річниці Конституції Пилипа Орлика та 15-ї річниці сучасної Конституції України. Відкриття пам'ятника й дошки на будинку, де мешкав у 1716—1719 рр. Пилип Орлик, ініціювало Посольство України у Швеції. Пам'ятник, який є подарунком України шведському місту Крістіанстад, виготовила майстерня українських скульпторів Сидорука Олеся та Крилова Бориса за підтримки Народного артиста України Богдана Бенюка, який брав безпосередню участь в урочистому заході, та мецената І. Омелянюка. Пам'ятник відкрили Голова міської ради Крістіанстада Стен Херманссон та Посол України у Швеції Євген Перебийніс.
30 листопада 2018 року, у день 300-річчя з дня загибелі Шведського Короля Карла XII, у сквері Гетьмана Богдана Хмельницького в Ніжині, Владислав Попович встановив гранітний камінь на честь Карла XII, Івана Мазепи та Пилипа Орлика. Наступного дня камінь був демонтований місцевою владою через відсутність погодження виконавчого комітету.
4 грудня 2019 року указом Президента України почесне найменування «імені гетьмана Пилипа Орлика» присвоєне 201-шій зенітній ракетній бригаді у складі Повітряних сил України.
Його іменем названий 43 курінь УПЮ імені Пилипа Орлика.

Його ім'ям назвали вулиці в багатьох українських населених пунктах.

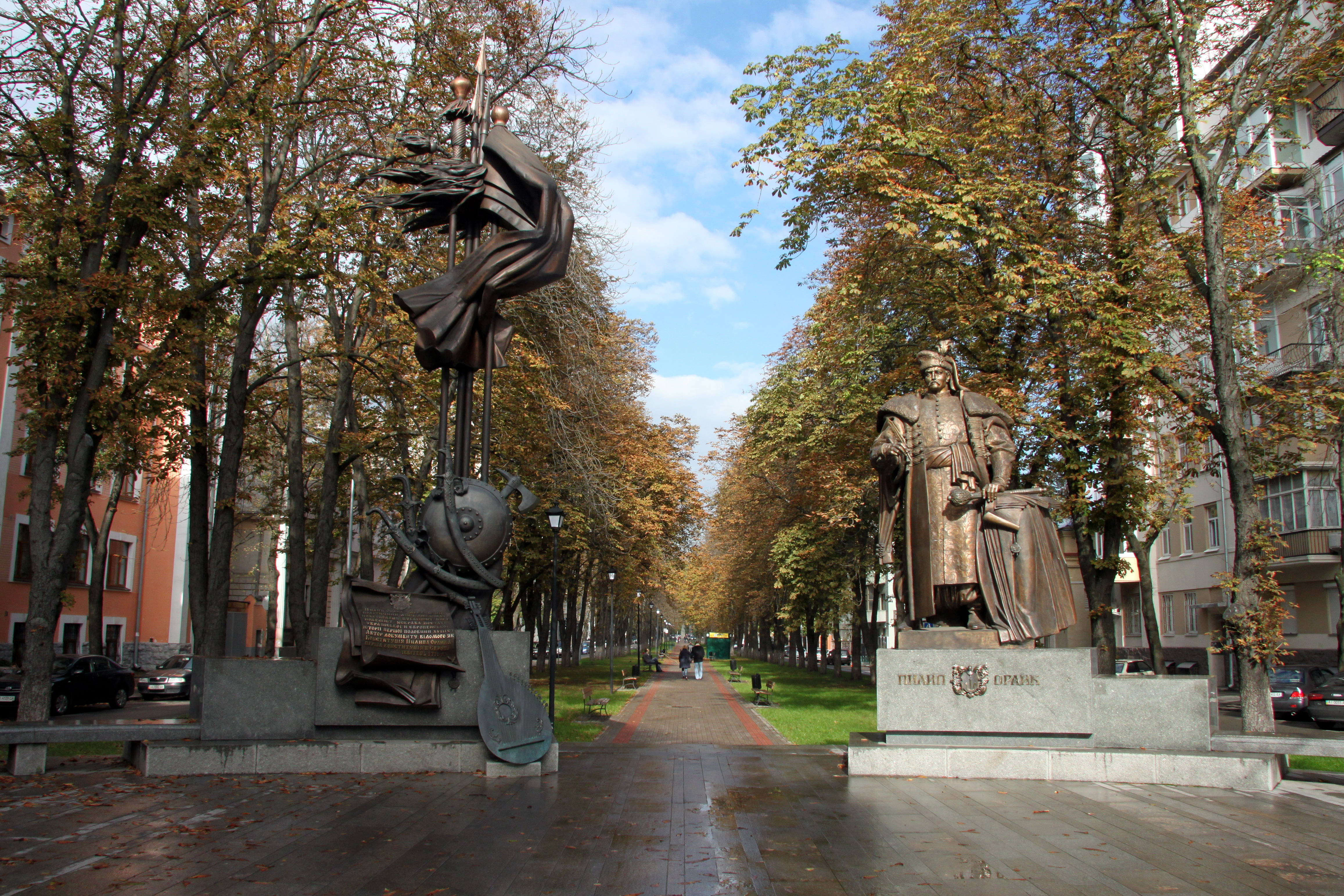
Пам'ятник Пилипу Орлику в Києві. Автори - Анатолій Кущ та Олег Стукалов (2011)
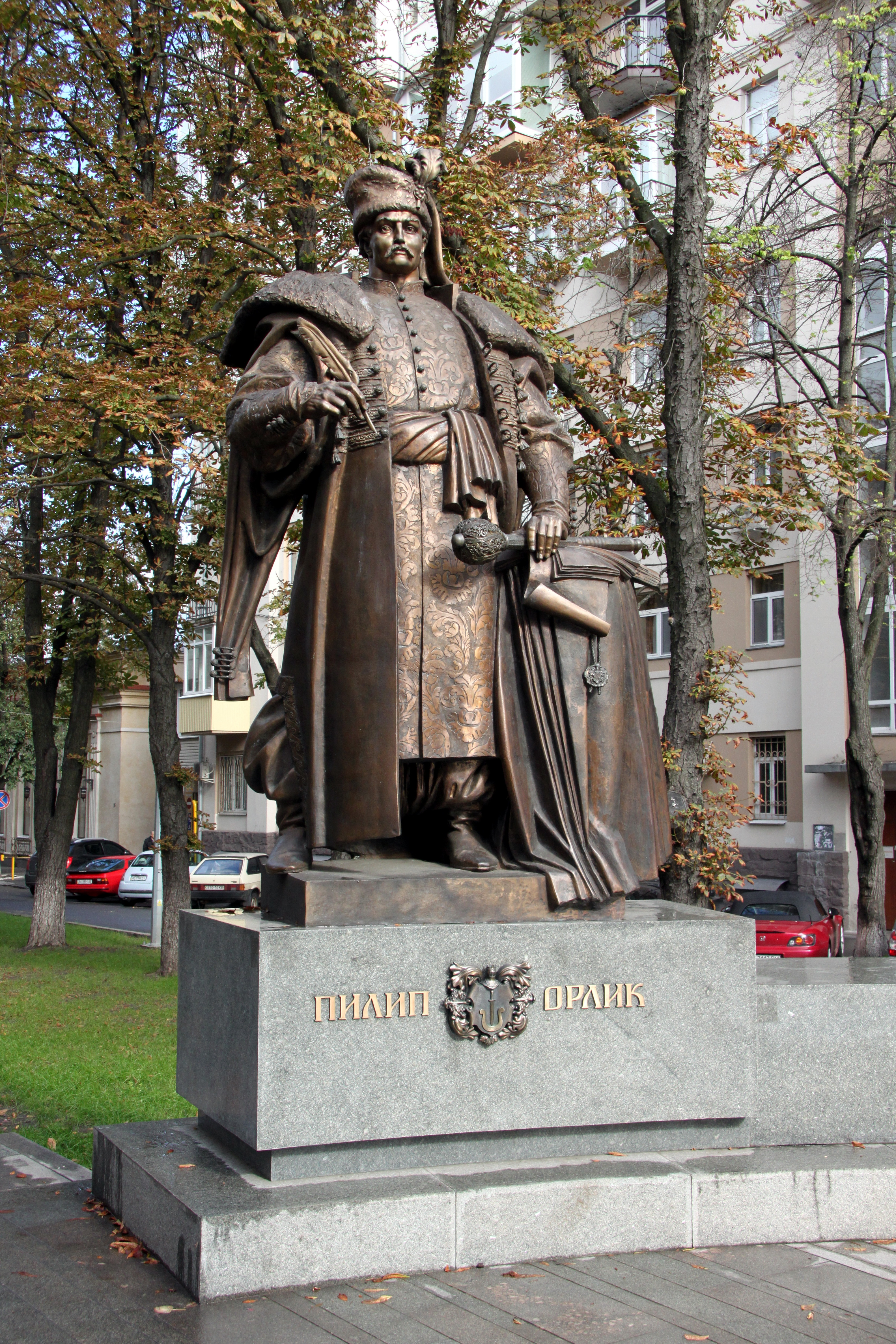
Пам'ятник Пилипу Орлику в Києві зблизька
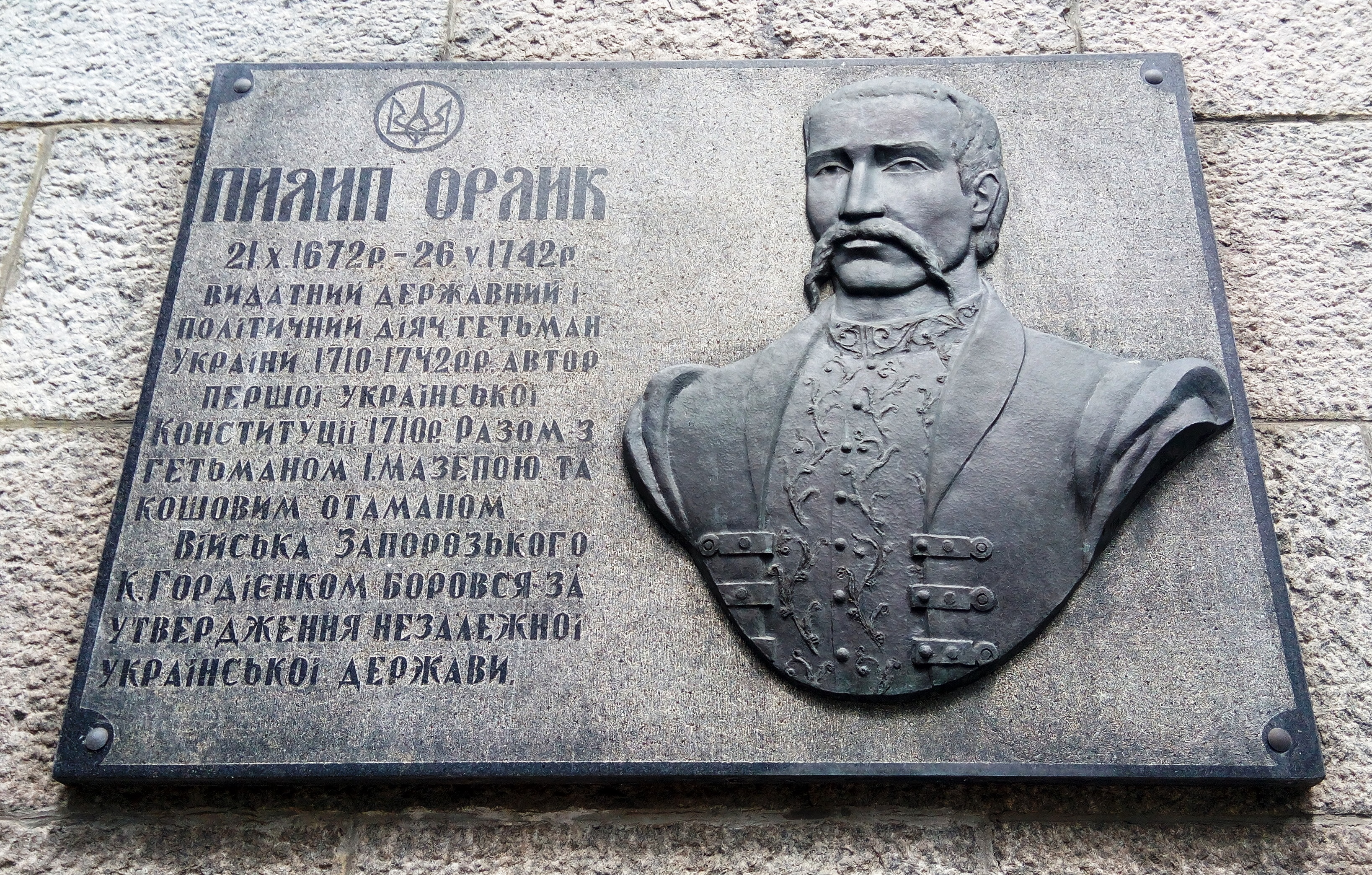
Меморіальна дошка Пилипу Орлику на вулиці Шовковичній у Києві
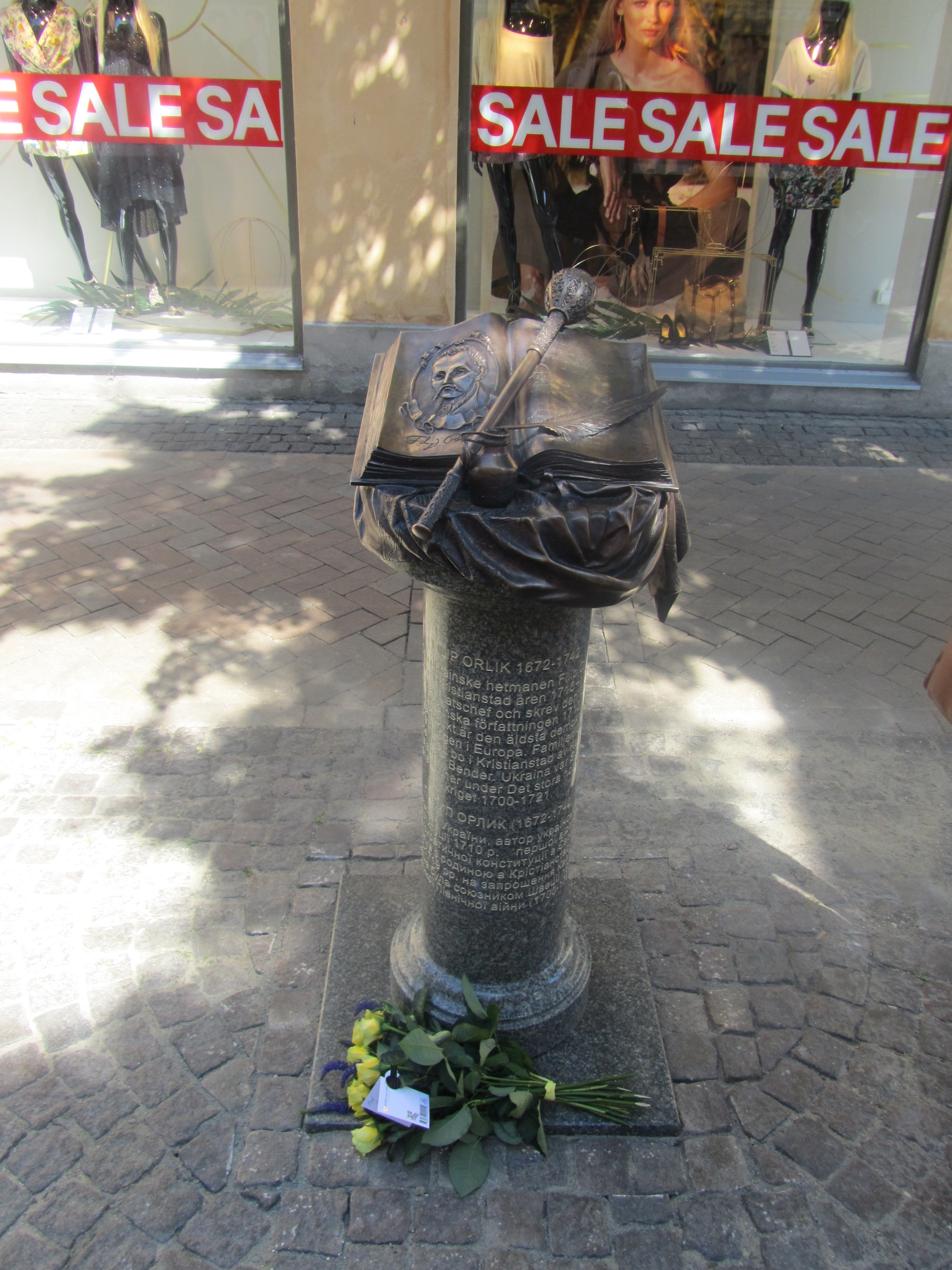
Пам'ятний знак присвячений Пилипу Орлику в м. Крістіанстад, Швеція. Автори - Борис Крилов та Олесь Сидорук (2011)